# 帕奇 (加利福尼亞州)
帕奇（英語：Patch）是位於美國加利福尼亞州克恩縣的一個非建制地區。該地的面積和人口皆未知。

## 地理
帕奇的座標為35°15′10″N 118°53′45″W / 35.25278°N 118.89583°W，而該地的平均海拔高度為128米（即420英尺）。